# Diocese de São Tomé de Meliapor
A Diocese de São Tomé de Meliapor era uma diocese portuguesa no sudeste da Índia, em São Tomé de Meliapor (Chennai). Fundada em 1606, pelo Papa Paulo V, ao abrigo do Padroado português. Foi extinta em 1952, sendo que o seu território eclesiástico foi dividido em duas partes: uma parte passou a ser a Diocese de Tanjore; e a outra parte foi fundida com a Arquidiocese de Madras, formando a Arquidiocese de Madras e Meliapore.

## Bispos
- Dom Frei Sebastião de São Pedro, O.S.A. (1606 - 1615)
- Dom Frei Luís de Brito e Meneses, O.S.A. (1615 - 1628)
- Dom Frei  Luís Paulo de Estrela, O.S.F. (1634 - 1637)
  - sede vacante (1637 - 1693)
- Dom Gaspar Afonso Álvares, S.J. (1693 - 1708)
- Dom Francisco Laynes, S.J. (1710 - 1714)
- Dom Manuel Sanches Golão (1719 - 1726)
- Dom José Pinheiro, S.J. (1726 - 1744)
- Dom Frei António da Encarnação, O.S.A. (1746 - 1752)
- Dom Frei Teodoro de Santa Maria, O.S.A. (1752), renunciou
- Dom Frei Bernardo de São Caetano, O.S.A. (1752 - 1780)
- Dom Frei Manuel de Jesus Maria José, O.S.A. (1788 - 1800)
- Dom Frei Joaquim de Meneses e Ataíde, O.S.A (1805 - 1820)
  - Dom José da Graça (1800 - 1817), administrador apostólico
  - Dom Frei Clemente do Espírito Santo, O.S.F. (1817 - 1820), administrador apostólico
  - Dom Frei Manuel de Avé Maria, O.S.A. (1820 - 1836)
- Dom Frei Estevão de Jesus Maria da Costa, O.F.M. (1826 - 1828)
- Dom António Tristão Vaz Teixeira (1836 - 1852)
  - Miguel Francisco Lobo (1852 - 1886), administrador apostólico
- Dom Henrique José Reed da Silva (1887 - 1897)
- Dom António José de Sousa Barroso (1897 - 1899)
- Dom Teotónio Manuel Ribeiro Vieira de Castro (1899 - 1929)
- Dom António Maria Teixeira (1929 - 1933)
- Dom Carlos de Sá Fragoso (1933 - 1937)
- Dom Manuel de Medeiros Guerreiro (1937 - 1951), último bispo de São Tomé de Meliapor